# Žiar (Revúca)
Žiar, ungarisch Zsór (bis 1927 slowakisch „Žor“) ist eine Gemeinde in der südlichen Mittelslowakei mit 110 Einwohnern (Stand 31. Dezember 2024), die zum Okres Revúca, einem Kreis des Banskobystrický kraj, gehört und in der traditionellen Landschaft Gemer liegt.

## Geographie

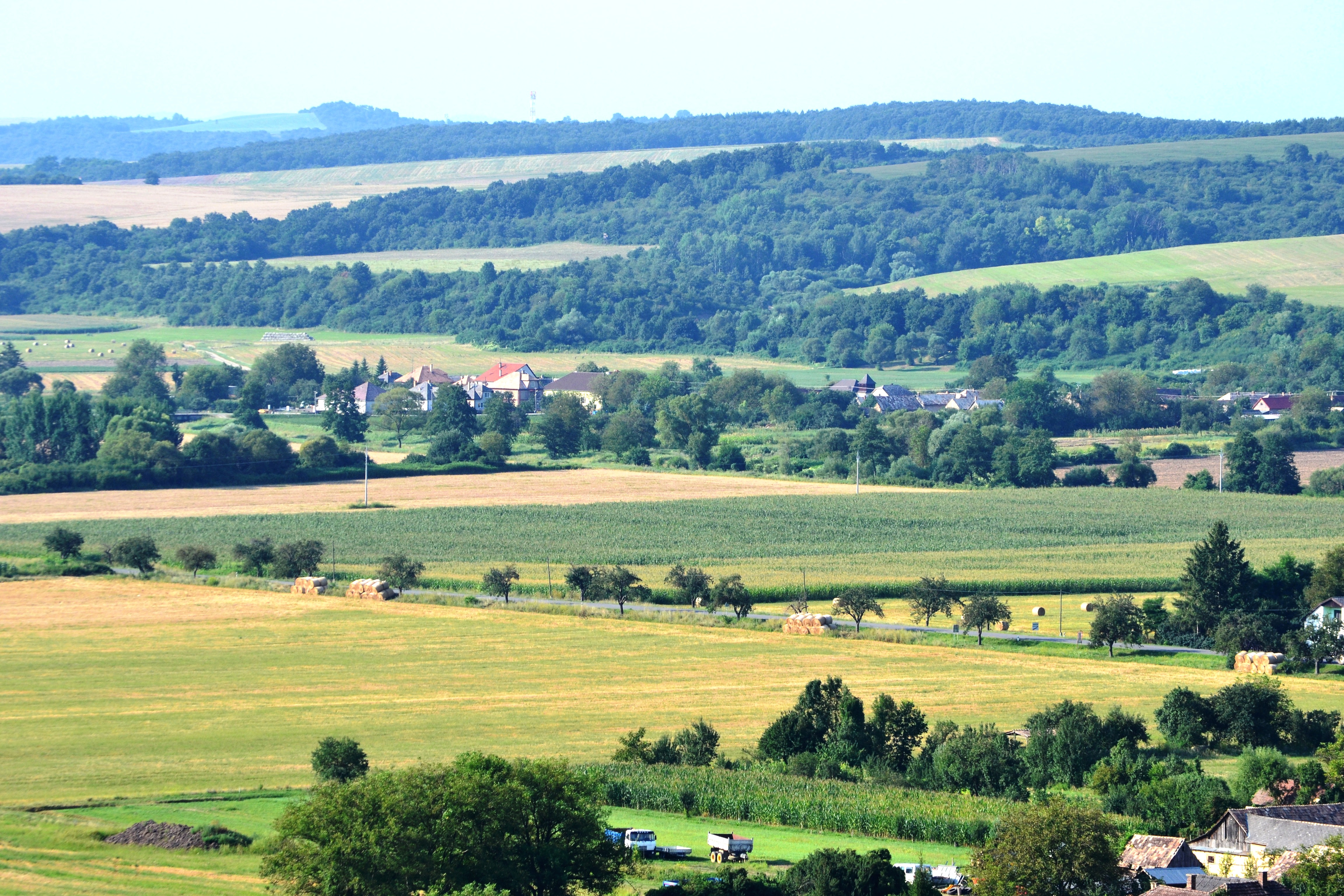
Žiar und Umgebung

Die Gemeinde befindet sich im Ostteil des Talkessels Rimavská kotlina (Teil der größeren Juhoslovenská kotlina), im Tal und am Unterlauf des Turiec im Einzugsgebiet der Slaná. Das Ortszentrum liegt auf einer Höhe von 180 m n.m. und ist viereinhalb Kilometer von Tornaľa sowie 36 Kilometer von Revúca entfernt.
Nachbargemeinden sind Otročok im Norden, Tornaľa (Stadtteil Behynce) im Osten und Südosten, Stránska im Süden und Kaloša im Westen.

## Geschichte

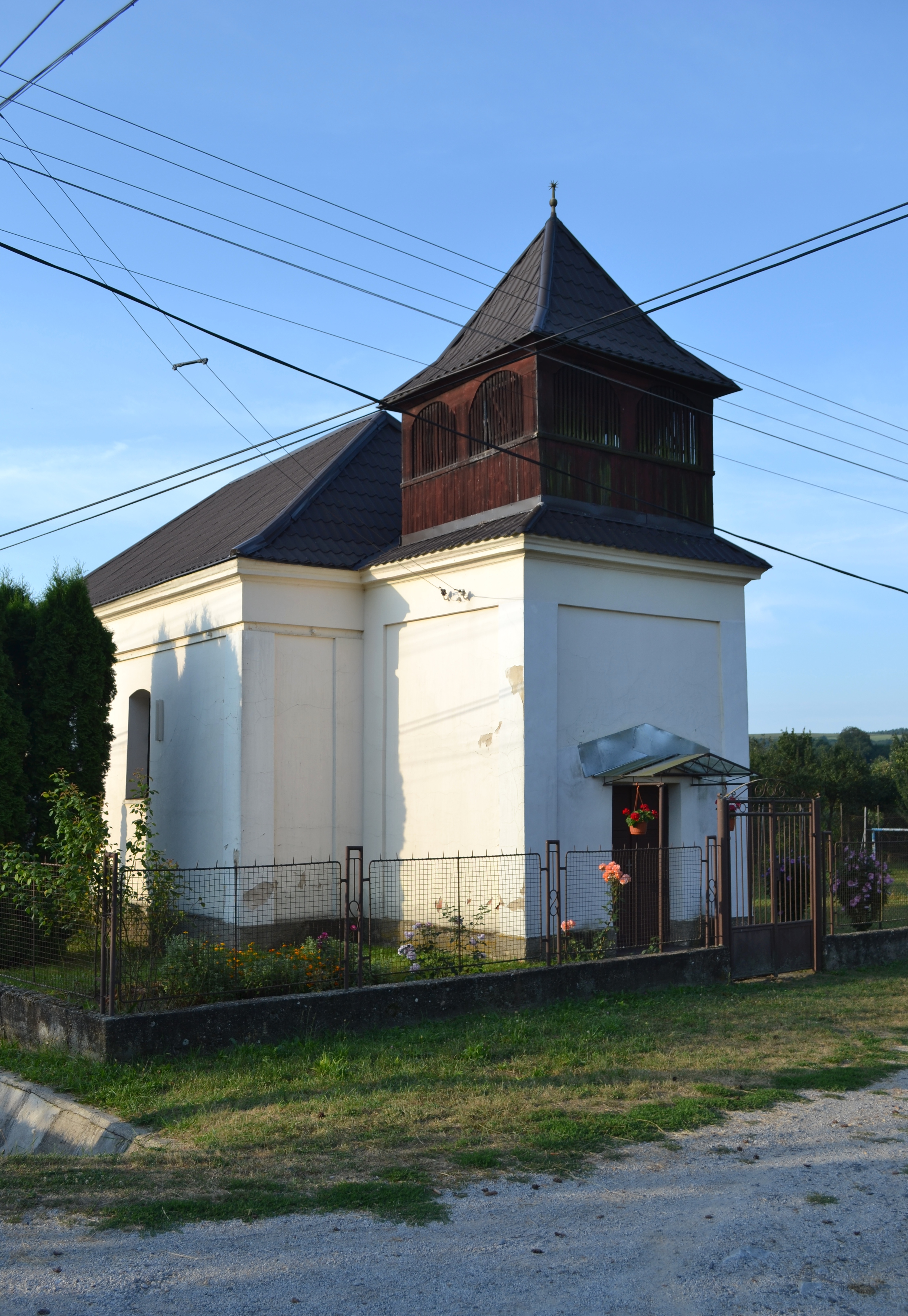
Reformierte Kirche in Žiar

Žiar wurde zum ersten Mal 1324 als Sowr schriftlich erwähnt und war ein landadliges Dorf. In der Zeit der Türkenkriege wurde der Ort in Mitleidenschaft gezogen und erst im 18. Jahrhundert wieder bevölkert. 1828 zählte man 13 Häuser und 95 Einwohner, die als Landwirte und Winzer beschäftigt waren.
Bis 1918 gehörte der im Komitat Gemer und Kleinhont liegende Ort zum Königreich Ungarn und kam danach zur Tschechoslowakei beziehungsweise heute Slowakei. Auf Grund des Ersten Wiener Schiedsspruchs lag der Ort von 1938 bis 1944 noch einmal in Ungarn.

## Bevölkerung
| Jahr                | 1994 | 2004     | 2014    | 2024     |
| ------------------- | ---- | -------- | ------- | -------- |
| Anzahl der Personen | 179  | 150      | 148     | 110      |
| Unterschied         |      | −16,20 % | −1,33 % | −25,67 % |

| Jahr                | 2023 | 2024    |
| ------------------- | ---- | ------- |
| Anzahl der Personen | 101  | 110     |
| Unterschied         |      | +8,91 % |

Nach der Volkszählung 2011 wohnten in Žiar 165 Einwohner, davon 112 Magyaren und 45 Slowaken. Sieben Einwohner machten keine Angabe zur Ethnie.
58 Einwohner bekannten sich zur reformierten Kirche, 56 Einwohner zur Römisch-katholischen Kirche, vier Einwohner zur griechisch-katholischen Kirche, drei Einwohner zur Evangelischen Kirche A. B. und zwei Einwohner zur evangelisch-methodistischen Kirche. 23 Einwohner waren konfessionslos und bei 18 Einwohnern wurde die Konfession nicht ermittelt.

## Baudenkmäler
- reformierte (calvinistische) Kirche im neoklassizistischen Stil aus dem Jahr 1872[6]